# Le Défilé du Diable
Pour plus de détails, voir Fiche technique et Distribution.
Le Défilé du Diable (Two Gun Man) est un film américain réalisé par Phil Rosen, sorti en 1931.

## Synopsis
Tulliver, à la tête de la Cattle Company, essaie de décourager, avec l'aide d'hommes de main, les petits ranchers afin de récupérer leurs terres pour son propre bétail. Blackie Weed, un agent du gouvernement travaillant sous couverture, se fait engager par un de ces petits éleveurs, Markham. Blackie explique à Joan, la fille de Markham, que son ambition est en fait de devenir shérif dans une petite ville et qu'il a besoin pour cela de savoir utiliser ses pistolets. Malgré les efforts de Thorne, un employé de Markham qui travaille en fait pour Tulliver, Blackie va arriver à déjouer les plans de ce dernier.

## Fiche technique
- Titre original : Two Gun Man
- Titre français : Le Défilé du Diable
- Réalisation : Phil Rosen
- Scénario : Jack Natteford
- Décors : Ralph De Lacy
- Photographie : Arthur Reed
- Montage : Martin G. Cohn
- Production : Phil Goldstone
- Société de production : Tiffany Productions
- Société de distribution : Tiffany Productions
- Pays de production :  États-Unis
- Langue originale : anglais
- Format : Noir et blanc  — 35 mm — 1,20:1 — son mono
- Genre : Western
- Durée : 60 minutes
- Date de sortie : États-Unis : 15 mai 1931

## Distribution
- Ken Maynard : Blackie Weed
- Lucille Powers : Joan Markham
- Charles King : Thorne
- Nita Martan : Kitty
- Murdock MacQuarrie : Markham
- Lafe McKee : Joe Kearney
- Tom London : Lem Tolliver